# Svobodní
Svobodní (zkratka Svobodní; do roku 2019 oficiální název Strana svobodných občanů) je česká pravicová liberálně a libertariánsky konzervativní politická strana založená v roce 2009 ekonomem Petrem Machem. Současným předsedou strany je od října 2019 Libor Vondráček. Mezi hlavní cíle strany patří redukce byrokracie a státního přerozdělování peněz (snížení daní a zrušení dotací) a vyrovnání státního rozpočtu včetně ústavního zákazu zadlužování. Strana se vyznačuje euroskepticismem a klimaskepticismem. Vystupuje proti zavedení eura, v roce 2009 odmítala schválení Lisabonské smlouvy a po jejím přijetí začala prosazovat vypsání referenda o vystoupení České republiky z Evropské unie, a to jako příklad použití obecnějšího zastavovacího referenda: skrze Lidové veto. K centralizované EU strana nabízí alternativu: vstup České republiky do EFTA, postavené na sérii prostých bilaterálních smluv. Svobodným jde o decentralizaci na vnitrostátní i mezinárodní úrovni.
Logem strany byl zelený beran na bílém poli symbolizující odhodlanost a cílevědomost. Po aktualizaci designu v roce 2017 bylo logo redukováno na symbol beraních rohů v kruhu.
Strana se od svého vzniku zúčastnila všech parlamentních voleb i voleb do místních a krajských zastupitelstev. Strana má od října 2020 svého zástupce v horní komoře Parlamentu České republiky, jímž je senátor Jaroslav Chalupský, který kandidoval jako nestraník za Svobodné v obvodu č. 15 – Pelhřimov, kde porazil Milana Štěcha z ČSSD. Zastupitelem za Svobodné v zastupitelstvu hl. města Prahy byl od roku 2018 Tomáš Štampach a od roku 2021 Jiří Kubíček, kteří byli zvoleni na kandidátce ODS. Přes sto mandátů strana získala v místních zastupitelstvech, například v Brně, v Děčíně, v Hodoníně, v Chrudimi, v Jindřichově Hradci, v Kutné Hoře či v Benešově. Od roku 2014 do roku 2019 měla rovněž jednoho poslance v Evropském parlamentu a v letech 2016 až 2020 také dva zastupitele v krajském zastupitelstvu Zlínského kraje.

## Ideová orientace
Ideologie Svobodných klade nejvyšší důraz na svobodu jednotlivce, má tedy blízko ke klasickému liberalismu, libertarianismu a liberálnímu konzervatismu. Prosazují štíhlý stát, nejsou však stranou anarchistickou, stát má pro Svobodné smysl například jako garant uspořádaných vztahů mezi lidmi a arbitr sporů mezi občany. Chtějí omezit státní byrokracii a zavést lidové veto. Hlásí se k úsilí Františka Palackého, Karla Havlíčka Borovského, Aloise Rašína a Tomáše G. Masaryka o vytvoření suverénního státu.
V ekonomických otázkách zastávají ekonomický liberalismus – prioritami pro ně jsou volný trh, nízké daně, minimum státních regulací a zásahů do podnikání, vyrovnaný státní rozpočet České republiky a volný mezinárodní obchod. Hlásí se k dílům ekonomů rakouské a chicagské školy.
Svobodní se řadí mezi euroskeptické strany. Evropskou unii (EU) považují za velkou překážku svobody. Vadí jim zejména nedostatek demokratičnosti rozhodování v EU a neefektivní přerozdělování veřejných prostředků. Chtějí proto Unii přeměnit na zónu volného obchodu a dobrovolné spolupráce. Nebude-li to možné, prosazují vyvolání referenda o vystoupení České republiky z EU.
Vyznávají svobodu volby bez ohledu na náboženské a společenské přesvědčení členů. Tedy strana se nestaví například proti legalizaci marihuany, interrupcím či eutanazii.
V letech 2021-2022 strana kritizovala vládu v souvislosti s opatřeními proti koronaviru. Strana se snažila zapůsobit na nespokojené voliče či nevoliče, za tím účelem členové strany vystupovali na protivládních demonstracích.
Se svým názorem někteří čelní představitelé Svobodných vystoupili i na protivládních demonstracích, na kterých od dalších kontroverzních řečníků zaznívala také kritika finanční pomoci Ukrajině z českého státního rozpočtu nebo výzvy k opuštění NATO, což je v rozporu s programem Svobodných. Také invazi Ruské federace na Ukrajinu stranické stanovisko oficiálně odsuzuje a její členové uspořádali sbírku pro cílenou pomoci uprchlíkům na ukrajinských hranicích.

### Státní rozpočet
Svobodní prosazují vyrovnaný státní rozpočet ČR a rovněž chtějí prosadit ústavní zákon o rozpočtové kázni, který by všem vládám dovoloval hospodařit s deficitním rozpočtem jen za mimořádných okolností. Součástí jejich volebního programu ve volbách do Sněmovny 2010 byl vyrovnaný rozpočet již od roku 2011.
Vyrovnaného rozpočtu chtějí dosáhnout omezením na straně výdajů bez zvyšování daňové zátěže a to zeštíhlováním státu, rušením zbytečných úřadů, rušením dotací, které označují za nespravedlivé a pokřivující volný trh, postupným omezováním sociálních dávek a rušením některých daní, jejichž výběr je dražší než vybrané prostředky. Jedním z návrhů pro zvýšení státních příjmů je například zrušení povinného přimíchávání takzvaných biopaliv do pohonných hmot. Tím by se snížila jejich cena a vzrostl by tak počet vozidel, zejména dálkových kamionů a lidí z příhraničních oblastí, tankujících, a tedy odvádějících daně, na českém území. Dosáhnout podobného efektu chtějí i snížením sazby spotřební daně, což by opět vytvořilo daňovou výhodu oproti okolním státům.
Svobodní také upozorňují na úrokové náklady spojené s neustále rostoucím státním dluhem a kromě vyrovnaného rozpočtu jsou pro alespoň částečné rychlé splacení stávajícího dluhu devizovými rezervami nebo privatizací některých státních podniků.

### Vztah k EU
Svobodní vystupovali proti přijetí Lisabonské smlouvy a Evropského stabilizačního mechanismu, ale k samotnému členství v Evropské unii zastávají její představitelé rozdílné postoje. Shodují se však především na tom, že EU jako taková by měla být zónou volného obchodu a dobrovolné spolupráce, bez směrnic a nařízení (Sekundární právo EU).
Po vstupu Lisabonské smlouvy v platnost přijali Svobodní v internetovém hlasování toto usnesení: Svobodní usilují o svobodnou a svrchovanou Českou republiku, a proto považují vystoupení z Evropské unie za legitimní cestu k samostatnosti, ke skutečné demokracii a k ekonomice založené na principech svobody. Bývalý předseda strany Petr Mach považuje Evropskou unii za nereformovatelnou a vystoupení z Evropské unie je podle něj jediná cesta, jak znovu nastolit odpovědnost, zdravou konkurenci a svobodu.
Alternativu k Evropské unii Svobodní vidí ve všeobecné spolupráci svrchovaných států v rámci Evropy na principu dobrovolnosti a vzájemné výhodnosti. Proto upřednostňují Evropské sdružení volného obchodu (EFTA). Právě EFTA je onou navrhovanou alternativou, která má na rozdíl od členství v EU přinést spolupráci s Evropou bez kontroverzních omezení, zákazů a příkazů „shora“, bez přesouvání peněz mezi byrokraty a bez omezování samosprávy svrchovaného společenství občanů, státu. Svobodní zastávají rovnocenné partnerství, i bez prostředníka. Zároveň chtějí zachovat volný pohyb osob v rámci Schengenské smlouvy, přestože si jsou vědomi některých nevýhod.

### Vztah ke snahám o regulaci Internetu
Svobodní se opakovaně postavili proti snahám o regulaci Internetu. V programovém dokumentu Svobodný trh informací odmítají omezování svobody projevu, filtrování obsahu nebo zavádění jiných technologických omezení přístupu k informacím ze strany státu. Postavili se také proti návrhu na de facto zavedení povinného filtrování obsahu v souvislosti s novelizací loterijního zákona a také proti ratifikaci Obchodní dohody proti padělání (ACTA). Odmítání cenzury se u Svobodných omezuje na státní regulaci. Dobrovolnou cenzuru obsahu Svobodní považují za součást svobody poskytovatelů. Podpořili také iniciativu Přichází cenzor! sdružení CZ.NIC, která kritizuje zákon o hazardních hrách, jehož součástí je pravomoc blokování hazardních stránek úředníky ministerstva vnitra.

## Členská základna
Strana je od počátku postavena na více pravicových a suverenistických proudech od národně konzervativních přes klasicky liberální až po konzervativně libertariánské. Společnou linkou je minarchismus a euroskepticismus, neboť strana vznikla v reakci na odklon ODS od pravicových základů a souhlas s Lisabonskou smlouvou.
Zájemce o členství ve Svobodných musí nejprve projít přijímacím rozhovorem, kde se zkoumá, nakolik se jeho názory shodují s postoji strany. Členem strany se nesmí stát bývalý spolupracovník Státní bezpečnosti ani příslušník Lidových milicí.
Kromě regulérního členství nabízejí Svobodní možnost stát se registrovaným příznivcem. Ten nemusí procházet přijímacím řízením a má pravomoc rozhodovat o kandidátních listinách v primárkách. K 2. prosinci 2014 měli Svobodní vedle 1069 členů také 2240 registrovaných příznivců. K listopadu 2018 klesl počet členů na 700 a počet příznivců pod 1000. Na přelomu roku 2020 měla strana 200 členů a 200 příznivců. Na konci roku 2024 má strana 408 členů a přes 500 registrovaných příznivců.
V současné době patří mezi významné členy strany (mimo rozšířené vedení Republikový výbor) Markéta Šichtařová, Robert Vlášek, Angelo Purgert či Jiří Strachota.

## Struktura strany
Strana je organizačně členěna na územním principu do krajských sdružení podle volebních obvodů do Poslanecké sněmovny Parlamentu ČR. Výkonným celorepublikovým orgánem je Republikové předsednictvo. Mandáty vznikají vždy na období dvou let, členům Republikového předsednictva navíc mandáty končí také do tří měsíců od uskutečnění voleb do Poslanecké sněmovny Parlamentu České republiky. Dalšími orgány strany jsou Kontrolní komise a Rozhodčí komise.

### Republikové předsednictvo
Republikové předsednictvo má všeobecnou odpovědnost za stranu a za politické záležitosti mezi zasedáními Republikového výboru.
| datum změny  | Předseda strany | místopředsedové         | místopředsedové | místopředsedové  | místopředsedové   | poznámka                                                                                              |
| ------------ | --------------- | ----------------------- | --------------- | ---------------- | ----------------- | --- |
| 14. 02. 2009 | Petr Mach       | Jiří Payne              | Miloslav Bednář | Jaroslav Bachora | Liana Janáčková   | Usnesení ustavujícího sněmu.                                                                          |
| 14. 04. 2009 | Petr Mach       | Jiří Payne              | Miloslav Bednář | Jaroslav Bachora |                   | Rezignace Liany Janáčkové.                                                                            |
| 18. 03. 2010 | Petr Mach       | Jiří Payne              | Miloslav Bednář | Jaroslav Bachora | František Matějka | Dovolba na neobsazené místo místopředsedy.                                                            |
| 25. 06. 2010 | Petr Mach       | Jiří Payne              | Miloslav Bednář | Jaroslav Bachora | Radim Smetka      | Volba nového předsednictva po volbách do PSP ČR.                                                      |
| 30. 08. 2012 | Petr Mach       | Jiří Payne              | Miloslav Bednář | Karel Zvára      | Radim Smetka      | Volba nového předsednictva v souvislosti s uplynutím dvouletého mandátu.                              |
| 09. 12. 2013 | Petr Mach       | Jiří Payne              | Tomáš Pajonk    | Karel Zvára      | Radim Smetka      | Volba nového předsednictva po volbách do PSP ČR.                                                      |
| 10. 07. 2015 | Petr Mach       | Jiří Payne              |                 | Karel Zvára      | Radim Smetka      | Tomáš Pajonk se stal předsedou Zlínského krajského sdružení a pozbyl tak funkce místopředsedy strany. |
| 09. 12. 2015 | Petr Mach       | František Matějka       | Jiří Hemerle    | Radim Smetka     | Karel Zvára       | Po neúspěšné kandidatuře na předsedu odešel ze strany Petr Hampl.                                     |
| 30. 05. 2016 | Petr Mach       | František Matějka       | Josef Káles     | Radim Smetka     | Karel Zvára       | Jiří Hemerle odstoupil z pracovních důvodů, na jeho místo byl zvolen Josef Káles.                     |
| 22. 10. 2016 | Petr Mach       | František Matějka       | Josef Káles     | Radim Smetka     |                   | Karel Zvára rezignoval na funkci místopředsedy strany.                                                |
| 23. 11. 2016 | Petr Mach       | František Matějka       | Josef Káles     | Radim Smetka     | Ondřej Pecák      | Ondřej Pecák byl zvolen místopředsedou strany.                                                        |
| 10. 12. 2016 |                 | František Matějka       | Josef Káles     | Radim Smetka     | Ondřej Pecák      | Petr Mach rezignoval na funkci předsedy strany.                                                       |
| 22. 01. 2017 | Petr Mach       | František Matějka       | Josef Káles     | Radim Smetka     | Ondřej Pecák      | Petr Mach byl opět zvolen předsedou strany.                                                           |
| 10. 02. 2017 | Petr Mach       |                         | Josef Káles     | Radim Smetka     | Ondřej Pecák      | František Matějka přestal být místopředsedou strany.                                                  |
| 27. 02. 2017 | Petr Mach       |                         | Josef Káles     | Radim Smetka     |                   | Ondřej Pecák rezignoval na post místopředsedou strany a ze strany vystoupil.                          |
| 16. 03. 2017 | Petr Mach       | Terézia Mlýnková Išková | Josef Káles     | Radim Smetka     | Jiří Kubíček      | Novými místopředsedy byli zvoleni Jiří Kubíček a Terézia Mlýnková Išková.                             |
| 19. 11. 2017 | Tomáš Pajonk    |                         |                 |                  |                   | Novým předsedou strany byl zvolen Tomáš Pajonk.                                                       |
| 29. 11. 2017 | Tomáš Pajonk    | Radim Smetka            | Jiří Payne      | Alois Sečkár     | Jiří Zapletal     | Novými místopředsedy strany byli zvoleni Radim Smetka, Jiří Payne, Alois Sečkár a Jiří Zapletal.      |
| 02. 03. 2019 | Tomáš Pajonk    | Radim Smetka            |                 | Alois Sečkár     | Jiří Zapletal     | Jiří Payne rezignoval na post místopředsedy.                                                          |
| 2019         | Tomáš Pajonk    | Radim Smetka            |                 | Alois Sečkár     |                   | Jiří Zapletal rezignoval na post místopředsedy.                                                       |
| 2019         | Tomáš Pajonk    |                         |                 | Alois Sečkár     |                   | Radim Smetka rezignoval na post místopředsedy.                                                        |
| 16. 10. 2019 | Libor Vondráček |                         |                 |                  |                   | Libor Vondráček zvolen předsedou strany.                                                              |
| 27. 10. 2019 | Libor Vondráček | Jan Dočekal             | David Pokorný   | Alois Sečkár     | Luboš Zálom       | Novými místopředsedy strany byli zvoleni Jan Dočekal, David Pokorný, Alois Sečkár a Luboš Zálom.      |
| 20. 02. 2021 | Libor Vondráček | Jan Dočekal             | Miroslav Havrda | Alois Sečkár     | Luboš Zálom       | Novým místopředsedou strany byl Miroslav Havrda.                                                      |
| 20. 11. 2021 | Libor Vondráček | Miroslav Havrda         |                 |                  |                   | Libor Vondráček zvolen předsedou strany.                                                              |
| 20. 11. 2021 | Libor Vondráček | Miroslav Havrda         | Jan Dočekal     | Luboš Zálom      | Tomáš Macek       | Novými místopředsedy strany byli zvoleni Jan Dočekal, Luboš Zálom a Tomáš Macek.                      |

Struktura strany se dle stanov změnila. 
| datum změny  | Předseda strany | místopředsedové | místopředsedové | vyslanci Republikového výboru (ReV) při Republikovém předsednictvu (ReP) | vyslanci Republikového výboru (ReV) při Republikovém předsednictvu (ReP) | poznámka |
| ------------ | --------------- | --------------- | --------------- | ------------------------------------------------------------------------ | ------------------------------------------------------------------------ | --- |
| 20. 02. 2023 | Libor Vondráček | Miroslav Havrda | Luboš Zálom     | Tomáš Macek                                                              | Robert Vlášek                                                            | Byli zvoleni Miroslav Havrda a Luboš Zálom, a také Tomáš Macek a Robert Vlášek jako vyslanci ReV v ReP.            |
| 27. 10. 2024 | Libor Vondráček | Miroslav Havrda |                 |                                                                          |                                                                          | Po rezignaci Libora Vondráčka, Luboše Zálom a Tomáše Macka se konaly nové volby. Libor Vondráček zvolen předsedou. |
| 27. 10. 2024 | Libor Vondráček | Miroslav Havrda | Luboš Zálom     | Ivana Burešová Marková                                                   | Jiří Svoboda Randula                                                     | Byli zvoleni Luboš Zálom, a také Ivana Burešová Marková a Jiří Svoboda Randula jako vyslanci ReV v ReP.            |

### Krajská sdružení
| kraj                 | předseda              | místopředsedové                | místopředsedové   | místopředsedové              | místopředsedové |
| -------------------- | --------------------- | ------------------------------ | ----------------- | ---------------------------- | --------------- |
| Hlavní město Praha   | Ing. Jan Konopásek    | Ing. Ondřej Vašíček            | Tomáš Rout        | Bc. Bedřich Laube            | Luboš Boleček   |
| Středočeský kraj     | MUDr. Václav Ptáčník  | Michal Janák                   | Bc. Filip Souček  | Petr Zavadil                 |                 |
| Jihočeský kraj       | Ing. Markéta Karešová | Jan Kadlec                     | Filip Valtr       | Ing. Pavel Dvořák            | Jan Leština     |
| Plzeňský kraj        | Ing. Václav Dušek     | Oldřich Kaucký                 | Michal Ciblo      | Ing. Lenka Brčková           | Stanislav Tišer |
| Karlovarský kraj     | Jan Cetkovský         | Vladimír Kodýtek               | Stanislav Chudoba |                              |                 |
| Ústecký kraj         | Pavel Dittrich        | Libor Klíma                    | Jindřich Pilc     | Ing. Jiří Vršínský           |                 |
| Liberecký kraj       | Zdeněk Gottvald       | Ing. Bc. Přemysl Tišer         | Ing. Petr Michl   |                              |                 |
| Královéhradecký kraj | Ing. Roman Pátek      | RNDr. Mgr. Ing. Lukáš Petr MBA | Ing. Jan Kytýr    | RNDr. Ing. Oldřich Horák PhD |                 |
| Pardubický kraj      | Pavol Jašňák          | Ing. Zdeněk Přikryl            | Petr Rydval       |                              |                 |
| Kraj Vysočina        | Michal Tecl           | Lukáš Dorňák                   | Lubomír Hron      | Robert Šíma                  |                 |
| Jihomoravský kraj    | Milan Jirků           | Jiří Podhradský                | Jiří Randula      | Roman Vitt                   | Michal Janda    |
| Olomoucký kraj       | Tomáš Hudos           | Jaroslav Bližňák               | Dušan Šárník      |                              |                 |
| Moravskoslezský kraj | Petr Zábojník         | David Kohut                    | Michal Lagan      | Martin Pavlíček              | Matěj Aľjušík   |
| Zlínský kraj         | Mgr. Mojmír Náplava   | Bc. David Lavička              | Ing. Jiří Jelínek | Martin Kuziel                |                 |

### Bankovní účty
V souladu se zákonem o politických stranách a pravidly pro jejich financování používá Strana svobodných občanů od 1. ledna 2017 5 transparentních účtů:
| 7505075050/2010 | Dary, od nečlenů nebo obecně přes darovací smlouvu (s nutnou identifikací)                                                                               |
| 2100382818/2010 | Členské příspěvky, případně i dary (s již známou identifikací) (Strana obraty a stav tohoto účtu zároveň zveřejňuje na svém webu, přebírá data z banky.) |
| 2601082960/2010 | dřívější příspěvky registrovaných příznivců, účet již uzavřen (23.02.2017), web-archiv bankovní stránky                                                  |
| 2701101137/2010 | Výdaje na propagaci strany mimo volební kampaně |
| 2000986833/2010 | Výdaje na volební kampaně pro volby do PSP ČR v roce 2017                                                                                                |

Strana také používala i dalších 14 transparentních účtů, po jednom pro každý kraj.

## Historie

### Vznik strany

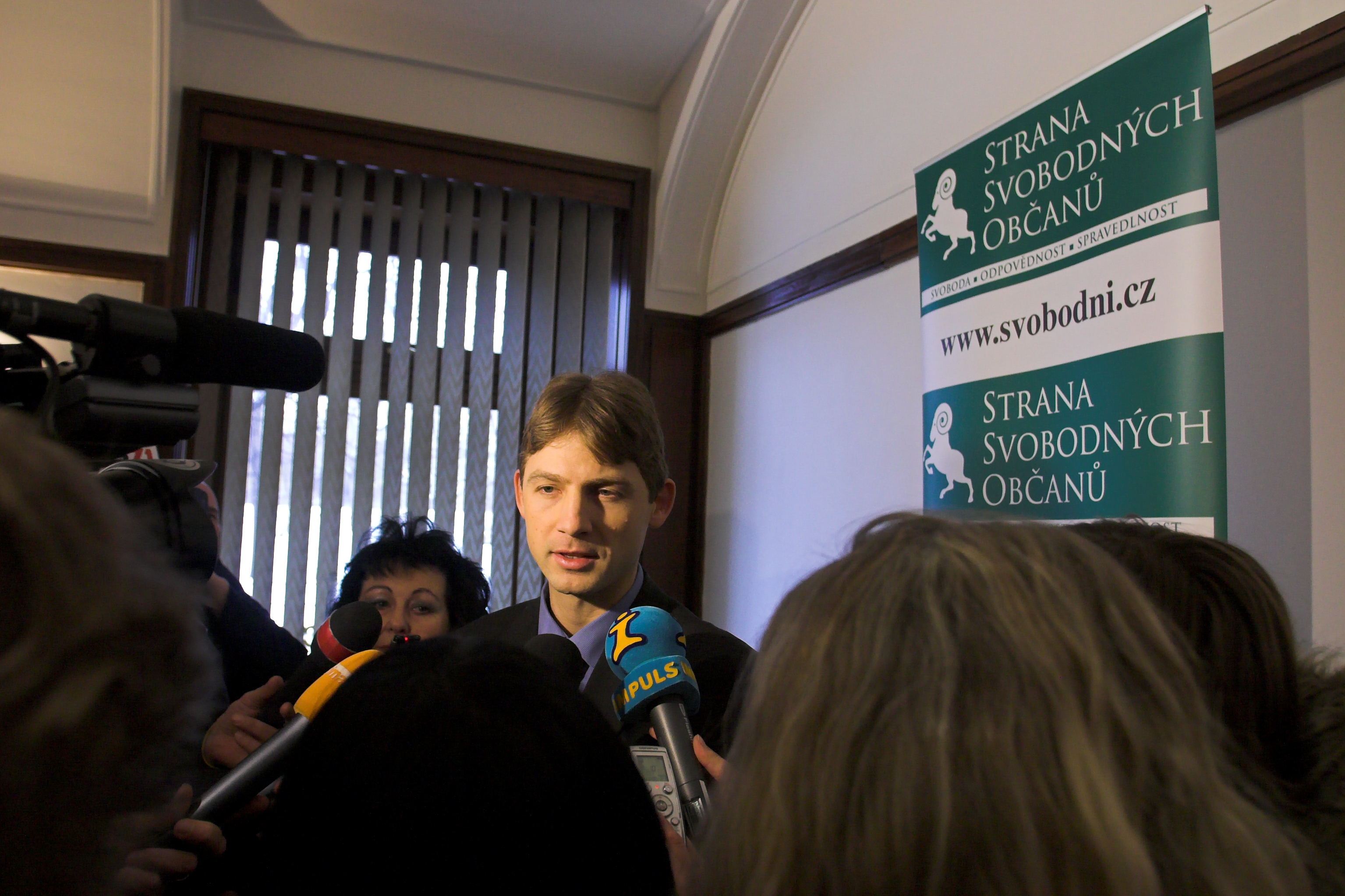
Hlavní iniciátor vzniku strany, Petr Mach, na první tiskové konferenci.
V pozadí logo strany

Členy přípravného výboru strany byli ekonom a blízký spolupracovník Václava Klause Petr Mach, spisovatel Benjamin Kuras, profesor Miloslav Bednář, Jiří Payne, David Hanák a Jaroslav Bachora. Straně ještě před ustavením vyjádřili podporu např. ostravská senátorka Liana Janáčková, poslanci ODS Jan Schwippel, Juraj Raninec a Alena Páralová. Stranu podpořili rovněž synové Václava Klause Jan a Václav. Na mezinárodní úrovni přivítala vznik Svobodných slovenská politická strana KDS nebo britská strana hájící nezávislost Spojeného království UKIP.
Oficiální žádost o registraci nové strany u Ministerstva vnitra byla podána 19. ledna 2009, vyřízena byla 6. února. Na ustavujícím sněmu 14. února byl předsedou strany zvolen Petr Mach, který na post kandidoval jako jediný. Za místopředsedy byli zvoleni Jiří Payne, Miloslav Bednář, Jaroslav Bachora a senátorka Liana Janáčková, která z funkce později odstoupila a post místopředsedy zůstal až do března 2010 neobsazen. Tiskovou mluvčí strany byla v prvních letech bývalá redaktorka TV Nova Kateřina Kašparová.

### Volby do Evropského parlamentu 2009
Svobodní se rozhodli vybrat své kandidáty do voleb do Evropského parlamentu 2009 prostřednictvím stranických primárek, kterých se mohli zúčastnit členové a registrovaní příznivci strany. V primárkách zvítězil Jiří Payne, na druhém místě se umístil Benjamin Kuras a jako třetí skončil Miloslav Bednář. Kromě kandidátů vybraných v primárkách byli na konec listiny dopsáni další dva lidé, mezi nimi křesťanský konzervativec Michal Semín.
Kandidátku Svobodných ve volbách do Evropského parlamentu podpořili např. Ladislav Jakl či Miroslav Macek, strana získala 1,26 % odevzdaných hlasů a tím pádem nepřekonala pětiprocentní hranici pro získání poslaneckého mandátu.
Před nerealizovanými volbami do Poslanecké sněmovny v roce 2009 Svobodní odmítli nabídku Jany Bobošíkové na předvolební spolupráci s uskupením Suverenita – Strana zdravého rozumu. Petr Mach nazval Suverenitu „účelovým politickým slepencem“ a spoluprací s ní by Svobodní podle Macha ztratili ideje i voliče. Odmítli též podobnou nabídku strany Věci veřejné.
V březnu 2010 byl na uvolněné místo v předsednictvu zvolen František Matějka.

### Volby do Poslanecké sněmovny 2010
V období od svého vzniku do těchto voleb strana ztratila značnou část své počáteční popularity i členstva, mj. takřka celé krajské organizace v Libereckém a Jihomoravském kraji. Kandidátky nakonec postavila ve všech 14 krajích, i když v mnohých krajích byly takřka prázdné. Na jejích kandidátních listinách kandidovali na základě vzájemné dohody i členové strany Právo a spravedlnost. Volební slogan zněl „Necháme Vám vaše peníze“. Strana ve volbách nakonec získala 38 894 odevzdaných hlasů (0,74 %).
Po volbách, kdy skončil předsednictvu strany mandát, byl předsedou strany opět zvolen Petr Mach a ve volbách místopředsedů byli opět zvoleni Jiří Payne, Miloslav Bednář a Jaroslav Bachora. Namísto Františka Matějky se čtvrtým místopředsedou Svobodných stal student Radim Smetka.

### Volby do obecních zastupitelstev 2010
Ve volbách do obecních zastupitelstev konaných 15. a 16. října 2010 zaznamenala strana svůj první úspěch, když poprvé od jejího vzniku byly desítky jejích kandidátů zvoleny do veřejných funkcí. Někde však Svobodní doplatili na volební systém, ve kterém jsou znevýhodněny strany s nekompletními kandidátními listinami. Celkem byli zástupci Svobodných zvoleni do 24 obcí v 10 krajích. Zvoleno bylo 39 kandidátů Svobodných, z nichž bylo 18 členů strany, 1 příznivec, a 20 nestraníků.

### Senátní volby 2010
Do senátních voleb, jejichž první kolo se v daných obvodech konalo společně s komunálními volbami, postavili Svobodní 3 kandidáty. Žádný do druhého kola nepostoupil.
Mimo své bydliště ve volebním obvodě 40 (Kutná Hora) kandidoval Ing. Milan Vodička, CSc. a získal 0,94 % hlasů. Skončil tak předposlední před kandidátem za Korunu českou.
Většímu úspěchu se v Praze 11 těšil místopředseda prof. PhDr. Miloslav Bednář, CSc., který získal 5,28 % z celkového počtu hlasů. Během své kampaně také Miloslav Bednář upozorňoval na lobbystické jednání svého protikandidáta za stranu Věci veřejné Josefa Zielence, který v prvním kole s 18,45 % skončil třetí a do druhého kola nepostoupil.
Procentuálně nejvíce hlasů dostal Ing. Vladislav Nechvátal na Jihlavsku, kde získal 6,97 % hlasů a na kandidáta parlamentní strany TOP 09 ztrácel pouze 2,07 procentních bodů.
Strana pak ve druhém kole voleb vyjádřila podporu některým kandidátům, kteří se jejich programu blížili více než jejich protikandidáti. Ve většině případů se jednalo o kandidáty Občanské demokratické strany. Pouze v Kutné Hoře podpořil Milan Vodička po svém nepostoupení do druhého kola kandidáta TOP 09 Zdeňka Nováčka. I tak byl ale s 60 % hlasů zvolen protikandidát za Českou stranu sociálně demokratickou.

### Volby předsednictva 2012
V červnu 2012 proběhly po dvou letech další volby předsednictva strany, v nichž post předsedy opět obhájil Petr Mach. Místopředsednická místa potom obhájili Radim Smetka, Jiří Payne a Miloslav Bednář. Jaroslav Bachora, který se již o post místopředsedy neucházel, byl nahrazen ekonomem Karlem Zvárou.

### Krajské a senátní volby 2012
Do krajských voleb Svobodní postavili své kandidátky ve všech třinácti krajích. V celkovém součtu obdrželi 39 133 hlasů, což činí 1,48 % ze všech odevzdaných hlasů. Počet odevzdaných hlasů Svobodným byl v těchto volbách vůbec nejvyšší v historii. Přesto se však strana přes pětiprocentní hranici v žádném kraji nepřehoupla, a nezískala tak žádné mandáty v krajských zastupitelstvech.
Do senátních voleb postavili Svobodní osm svých kandidátů, ani jeden z nich nepostoupil do druhého kola, ale hned pětice nominovaných získala více než 6 %, což je státem stanovená hranice pro vrácení volební kauce. Byli jimi: Jiří Pánek 9,7 %; Richard Hartman 7,6 %; Miloslav Bednář 6,9 %; Jiří Payne 6,7 % a Milan Vodička 6,0 %.

### Prezidentské volby 2013

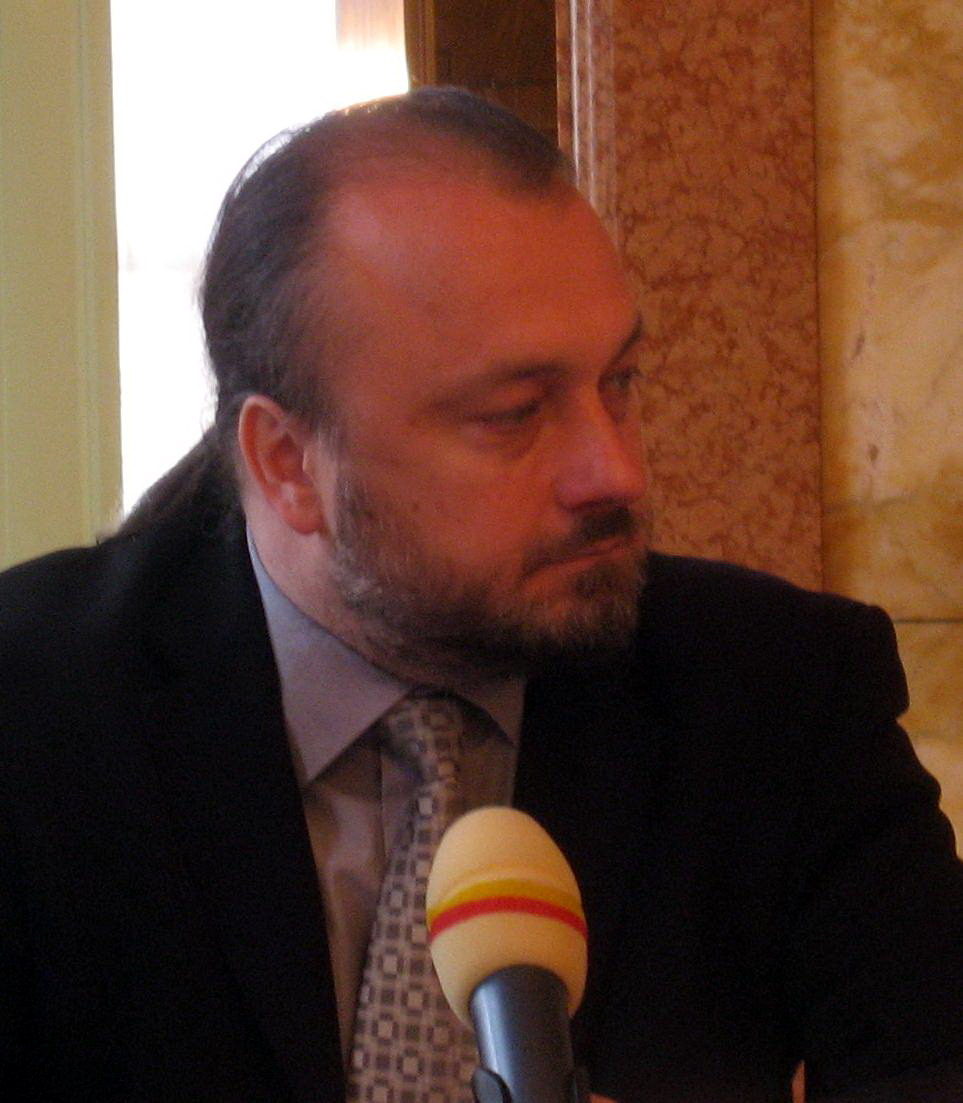
Ladislav Jakl, kandidát Svobodných na prezidenta

Ve stranických primárkách pro prezidentské volby v roce 2013 získal 88 % hlasů Ladislav Jakl, poradce a tajemník prezidenta Václava Klause, a stal se tak oficiálním kandidátem strany. Svobodní hned po skončení primárek začali sbírat potřebných 50 000 podpisů pod petici, z nichž však byla do termínu podání přihlášek 6. listopadu 2012 sesbírána jen zhruba polovina, důsledkem čehož se Jakl volby účastnit nemohl.
Před prvním kolem volby vydali Svobodní prohlášení, ve kterém konstatují, že ani jeden z kandidátů nevyhovuje principům a programu strany, kvůli čemuž nedoporučují koho a zdali volit. Po prvním kole, ze kterého do kola druhého postoupili kandidáti Miloš Zeman a Karel Schwarzenberg, bylo vydáno podobné stanovisko, ve kterém byli oba kandidáti charakterizováni jako „reprezentují[cí] politické směry, které prosazují omezování svobody“. Předseda strany Petr Mach se před druhým kolem voleb vyjádřil, že bude volit Miloše Zemana jakožto menší zlo, voličům ale přímé doporučení nedal.

### Volby do Poslanecké sněmovny 2013

#### Před volbami
Před parlamentními volbami v roce 2013 přišla Jana Bobošíková, bývalá předsedkyně Suverenity – Bloku Jany Bobošíkové, s projektem sjednocení české pravice do jednoho volebního bloku, který měl vést Václav Klaus. Svobodní byli také pozváni, ale integraci odmítli a označili vznikající volební blok za slepenec různých stran a názorů. Podobnou nabídku odmítli se stejným zdůvodněním již před neuskutečněnými volbami v roce 2009. Blok nakonec stejně vznikl, využil další strany Jany Bobošíkové, která se přejmenovala na Hlavu vzhůru – volební blok, a dosáhla i podpory Václava Klause.
Do voleb nastoupili Svobodní sami. Kandidovali s pořadovým číslem 2 ve všech krajích s plnými kandidátními listinami, přičemž ze 343 kandidátů bylo 300 členy strany a zbylí bezpartijní. 300 straníků na kandidátce je třetí nejvyšší počet za ČSSD a ODS. Volební slogan byl „Méně státu, více občanům“.
Volební preference (nebo potenciál) Svobodných agentury často nezveřejňovaly, když ano, tak se pohybovaly mezi 1 % a 5 %.
Volební kampaň vedená pod heslem „Méně státu, více občanům“ byla založená především na dobrovolnících. Největší předvolební akcí, kterou Svobodní pořádali, byl Koncert pro Svobodné, kdy také představili svou předvolební hymnu složenou Václavem Koubkem.
V akci společnosti Y Soft se Svobodní zařadili mezi čisté a nezkompromitované strany a obdrželi od ní podporu ve výši 200 000 Kč.
Svobodní se před volbami zúčastnili několika diskuzí (např. Politické spektrum), ale byli dlouhodobě opomíjeni Českou televizí, z předvolebních debat v krajích nebyli ani na jednu pozváni (příčinou bylo, že průzkumy ČT přisuzovaly Svobodným 10. až 11. místo a do debaty byli zváni zástupci pouze 8 nejsilnějších stran). Ve čtvrtek 24. října, tedy den před začátkem voleb, uspořádala ČT tzv. volební superdebatu, na které měli být „zástupci všech stran kteří mají šanci se dostat do sněmovny“ (podmínka pro účast v superdebatě byla, aby se strana zúčastnila alespoň dvou předchozích debat). Svobodní pozvánku nedostali a tak 24. října, společně se zástupci a příznivci České pirátské strany a strany Hlavu vzhůru – volební blok, proti tomu šli protestovat.

#### Volby a po volbách
Strana celkem získala 122 564 hlasů (2,46 %), což je o 83 670 hlasů více než dostala při parlamentních volbách v roce 2010 a umístila se na desátém místě. Díky překročení hranice 1,5 % odevzdaných hlasů má strana poprvé ve své historii nárok na příspěvek na úhradu volebních nákladů ve výši 100 Kč za každý hlas, tedy 12 256 400 Kč. (Svobodní jsou ovšem pro zrušení tohoto příspěvku všem stranám.) Nejlepšího volebního výsledku v krajích dosáhli Svobodní v Praze, kde získali 3,73 % hlasů a nejhoršího v Moravskoslezském kraji, kde získali pouze 1,71 % hlasů.
Tvůrce počítačových her Daniel Vávra publikoval na svém blogu odhad volebních nákladů politických stran, které získaly alespoň 1 % hlasů. Podle Vávry, který Svobodné před volbami veřejně podpořil, měli nejmenší náklady na jeden získaný hlas Piráti (4 Kč), následovaní Svobodnými (13 Kč). Žádná z parlamentních stran nezaplatila za jeden hlas méně než 40 Kč.
Strana Jany Bobošíkové Hlavu vzhůru – volební blok, do kterého byli Svobodní lákáni, ve volbách získal pouze 0,42 %. Václav Klaus po volbách označil za příčinu neúspěchu právě Svobodné kvůli jejich neochotě se integrovat.
Předseda senátorského klubu ODS Jaroslav Kubera po volbách svou stranu vyzval, aby navázala se Svobodnými bližší spolupráci. Kubera prohlásil, že „program Svobodných je v podstatě program ODS s malými úpravami“. Předseda Svobodných Petr Mach spolupráci odmítl. ODS je podle Macha „prohnilá“ a spolupráce s ní by Svobodné poškodila. Naopak vyzval nespokojené členy ODS, aby přešli ke Svobodným.
Po parlamentních volbách též proběhly volby nového předsednictva strany; své mandáty obhájil předseda Petr Mach a místopředsedové Radim Smetka, Jiří Payne a Karel Zvára. Miloslava Bednáře nahradil dosavadní předseda krajského sdružení ve Zlínském kraji Tomáš Pajonk.

### Volby do Evropského parlamentu 2014

Billboard pro volby do Evropského parlamentu

Od 5. do 12. února 2014 Svobodní pořádali primární volby, ve kterých členové a příznivci strany zvolili prostřednictvím elektronického hlasování kandidáty do voleb do Evropského parlamentu v Česku 2014. Následně 15. února 2014 republikový výbor Svobodných schválil kandidátní listiny. Předseda strany uvedl, že ve volbách očekává zisk jednoho mandátu. Hlavním tématem předvolební kampaně je kritika euronesmyslů, tedy negativních aspektů Evropské unie. Strana toto téma prezentovala volebním sloganem „Posvítíme si na euronesmysly“. Podle Svobodných bylo téma euronesmyslů vybrané, aby se zacílilo i na méně informované voliče, ale strana se kvůli tomuto tématu dostala pod palbu kritiky a často byla také označována za populistickou. Na otázku, do které frakce v evropském parlamentu se Svobodní přidají, Petr Mach odpovídal, že budou spolupracovat se spřátelenými stranami, jako je UKIP (EFDD), SaS (ECR) nebo AfD (v té době nezařazení). Průzkum agentur Median & STEM/MARK pro českou televizi předpovídal volební potenciál Svobodných 5,5 %, což bylo o 1 % více než v předcházejících parlamentních volbách a Svobodní byli poprvé přizváni do debat nejsilnějších stran.
Při příležitosti deseti let od vstupu České republiky do Evropské unie se prvního máje členové strany sešli při happeningu Oslava konce druhé pětiletky, kde symbolicky předali cenu největším „eurohujerům“.
Žádný z předvolebních průzkumů Svobodným ani nepředpovídal 5 % nutných k zisku mandátu, ale volební model agentury Herzmann a Data Collect jim dával v dubnu 4,8 % a v květnu 4,7 %, což byly nejvyšší preference od seriózní volební agentury, jaké strana kdy měla. Ostatní agentury ji většinou do průzkumů nezahrnovaly, pouze STEM odhadoval na začátku května 2,6 %. Volební potenciál byl podobně jako preference velmi rozdílný podle toho kdo jej měřil. Zatímco agentura Sanep odhadovala volební potenciál na 2,9 %, tak agentury Median & STEM/MARK pro ČT uváděly 5,5 % a agentura Herzmann a Data Collect dokonce až na 9 %.
Ve volbách strana získala 5,24 %, což znamená jeden mandát pro Petra Macha. Mach označil výsledek za úspěch, ale zároveň prohlásil, že tímto teprve začíná vzestup strany. Nejlepšího volebního zisku dosáhli Svobodní v Praze, kde získali 7,27 % hlasů a nejhoršího v Moravskoslezském kraji, kde získali pouze 3,47 % hlasů. Byly to první volby, ve kterých Svobodným ubyl absolutní počet hlasů, protože oproti říjnovým volbám do Poslanecké sněmovny, kdy Svobodné volilo 122 564 lidí, tentokrát dostali 79 540 hlasů, což je o 43 024 hlasů méně, ale ve srovnání s ostatními stranami, které získaly mandát, byl tento úbytek nejmenší.

### Působení v Evropském parlamentu
Na začátku června 2014 Mach oznámil, že požádal o přijetí do evropské frakce Evropa svobody a přímé demokracie (EFDD): Byl přijat, jak už si spolupráci vzájemně s Nigelem Faragem přislíbili na dřívějších schůzkách. Mach poprvé hlasoval na půdě EP dne 24. 6. 2014, když byl pro rozšíření názvu frakce z původního Evropa svobody a demokracie na Evropa svobody a přímé demokracie.
Zároveň došlo k jednání o spolupráci s polskou stranou Kongres nové pravice. Mach uvedl, že věří, že Svobodní budou s KNP spolupracovat i bez ohledu, zda se KNP do EFDD dostane.
V roce 2015 se Svobodní stali členem evropské politické strany Aliance za přímou demokracii v Evropě, která sdružuje i další strany působící ve frakci Evropského parlamentu Evropa svobody a přímé demokracie (EFDD).

#### Krize EFDD
16. října 2014 se rozhodla lotyšská europoslankyně Iveta Grigule opustit frakci EFDD, čímž počet států zastoupených ve frakci klesl pod požadovaných sedm, takže mělo dojít k jejímu zániku. Jako nezařazení europoslanci by měli bývalí členové menší vliv a prostor na vyjádření. Petr Mach obvinil vedení evropského parlamentu, že poslankyni k odchodu z frakce přinutilo příslibem pozice ve vedení jedné ze zahraničních delegací. Rozpadu frakce se nakonec podařilo 20. října zabránit, když se k frakci připojil europoslanec za polskou stranu Kongres nové pravice Robert Iwaszkiewicz, na čemž prý hrál důležitou roli asistent Petra Macha Miroslav Jahoda, který jednání zprostředkoval.

### Volby do Senátu 2014
Ve volby do Senátu v roce 2014 Svobodní postavili svého kandidáta ve 12 z 27 volebních obvodů. Kromě toho se konaly předčasné volby v obvodě č. 22 (Praha 10), protože dosavadní senátor Jaromír Štětina byl zvolen poslancem Evropského parlamentu a mandát v Senátu PČR mu tak zanikl. Kandidát Svobodných, místopředseda Jiří Payne, získal 7,39 % hlasů a nepostoupil tak do druhého kola voleb.
Výsledky voleb, které se konaly v řádném termínu, dopadly pro Svobodné ještě hůře. Žádný z jejich kandidátů nepostoupil do druhého kola a ani nepřekonal výsledek Jiřího Payna. Největší procento hlasů dostal Karel Beneš v Příbrami (5,51 %), a skončil 6. místě ze 7 kandidátů. Nejlépe se umístil na Praze 5 Roman Kříž, který dostal 4,61 % a skončil 6 z 11. Nejhůř dopadl Lubomír Havránek, který kandidoval v Pelhřimově a dostal 1,40 % hlasů. Oldřich Voženílek v České Lípě jako jediný skončil poslední.
| Kandidát          | obvod            | Procenta | umístění |
| ----------------- | ---------------- | -------- | -------- |
| Aleš Rykl         | Praha 1          | 3,25 %   | 7 z 15   |
| Roman Kříž        | Praha 5          | 4,61 %   | 6 z 11   |
| František Pecka   | Praha 9          | 3,99 %   | 7 z 11   |
| Jiří Hejhálek     | Hradec Králové   | 3,57 %   | 8 z 11   |
| Oldřich Voženílek | Česká Lípa       | 2,69 %   | 9 z 9    |
| Vladimír Gregor   | Děčín            | 3,65 %   | 8 z 10   |
| Václav Jakl       | Cheb             | 4,94 %   | 7 z 8    |
| Josef Fendrych    | Žďár nad Sázavou | 2,59 %   | 10 z 12  |
| Karel Beneš       | Příbram          | 5,51 %   | 6 z 7    |
| Václav Trojan     | Strakonice       | 2,31 %   | 9 z 10   |
| Lubomír Havránek  | Pelhřimov        | 1,40 %   | 9 z 10   |

### Volby do obecních zastupitelstev 2014
V obecních volbách postavili Svobodní kandidátky v celkem 190 obcích, včetně všech krajských měst. Podle předvolebních průzkumů měli Svobodní šanci dostat se do zastupitelstva Prahy a podle některých průzkumů se kolem 5% hranice pohybovali také v Hradci Králové a Mladé Boleslavi, v ostatních městech měli mít většinou mezi 2–3 %, výjimečně i 4 %. Lídr pražské kandidátky Jiří Payne se zúčastnil několika předvolebních diskusí.
Ve volbách bylo za svobodné zvoleno celkem 68 zastupitelů, dalších 8 bylo zvoleno v koalicích Svobodných s TOP 09, ODS a nezávislými a 14 bylo zvoleno na kandidátkách jiných stran a sdružení. V krajských městech se Svobodným nepodařilo prorazit, v Praze, kde jim průzkumy dávaly největší šance, dostali 3,58 % hlasů a v Mladé Boleslavi a Hradci Králové, kde podle průzkumů měli také šanci získat víc než 5 % dostali 2,06 % a 2,54 %.

### Krajské a senátní volby 2016
Do krajských voleb se Svobodní spojili se Stranou soukromníků České republiky, přičemž dohoda o vzájemné spolupráci byla podepsána počátkem ledna 2016. Společné kandidátky byly postaveny v celkem deseti krajích; jihočeští Svobodní se rozhodli kandidovat samostatně, v Plzeňském kraji Svobodní spolu se Soukromníky podpořili kandidátku Starostů a nezávislých a Občanů Patriotů a v kraji Vysočina nebyla kandidátka postavena vůbec. V celkovém součtu obdržely kandidátky Svobodných a Soukromníků 46 948 hlasů, což činí 1,85 % ze všech odevzdaných hlasů. Výraznější úspěch si připsala pouze společná kandidátní listina ve Zlínském kraji, jež dohromady získala 14 336 hlasů (7,88 %). Jak Svobodní tak Soukromníci zde shodně získali po dvou zastupitelských křeslech. Samostatná kandidatura v Jihočeském kraji straně vynesla celkem 2 796 hlasů (1,52 %) a žádný mandát.
Do senátních voleb Svobodní postavili kandidáta Petra Zavadila, který se o senátorský post ucházel na Mělnicku. Získal celkem 1 166 hlasů (3,29 %) a do druhého kola nepostoupil. Rovněž neúspěšně dopadl Milan Vodička, společný kandidát Svobodných, ODS a Soukromníků na Kutnohorsku, jenž v prvním volebním kole dostal 3 402 hlasů (10,55 %).

#### Svobodní v zastupitelstvu Zlínského kraje (2016–2020)
Krajská předvolební kampaň byla, obdobně jako ve zbylých devíti krajích, koordinovaná společně se Soukromníky, do jejichž čela se ve Zlínském kraji postavil dosavadní uherskohradišťský senátor a miliardář Ivo Valenta, který se stal zároveň lídrem společné kandidátky. Krajský předseda Svobodných, Tomáš Pajonk, obsadil na kandidátce druhé místo a čtvrté pak připadlo krajské místopředsedkyni Heleně Lasztoviczové. Zbylé pozice byly střídavě rozděleny mezi zástupce obou kandidujících stran. Koalice získala volební číslo 52 a během kampaně se soustředila především na otázky, spjaté s rozvojem krajské dopravní infrastruktury, školství, sociální péče a zdravotnictví. Za největší problém Zlínského kraje Pajonk považoval jeho postupné vylidňování, z čehož vinil především nízké mzdy a horší zdravotnickou péči.
Díky výše zmíněnému volebnímu úspěchu připadla koalici celkem čtyři zastupitelská křesla, z nichž dvě obdrželi kandidáti Svobodných (Tomáš Pajonk, Helena Lasztoviczová) a dvě kandidáti Soukromníků (Ivo Valenta, Michal Dvouletý). Ačkoliv zůstali Svobodní a Soukromníci vůči nově ustanovené krajské vládě Jiřího Čunka (koalice KDU-ČSL, ANO, STAN a ODS) v opozici, pokusil se Pajonk kandidovat na post hejtmanova náměstka, avšak byl poražen lidovcem Pavlem Botkem. Svobodným se mj. podařilo obsadit pozice v krajském výboru pro výchovu, vzdělávání a zaměstnanost, dopravu a dále také ve výboru sociálním.
Od sklonku roku 2018 se zastupitelstvo Zlínského kraje potýkalo s problematikou výstavby nové nemocnice, jež dle vize hejtmana Čunka měla vyrůst na pozemcích, situovaných v katastrálním území Malenovic u Zlína. Lasztoviczová se k projektu stavěla od počátku rezervovaně, zatím co Tomáš Pajonk v listopadu 2018 podpořil nákup pozemků, na nichž měl být plánovaný areál zbudován. Svůj postoj však posléze přehodnotil a na posledním zasedání krajského zastupitelstva, uskutečněném 4. května 2020, varoval před rizikem omezení budoucích investic a nárůstu mandatorních výdajů, což by dle něj mohla výstavba nové nemocnice způsobit. Oba zastupitelé rovněž poukazovali na nedostatek diskuse, který dle nich celý projekt provázel a navzdory nesouhlasu hejtmana Čunka se jim podařilo prosadit zadání oponentního posudku. Helena Lasztoviczová pak v červnu 2020, spolu s některými dalšími zastupiteli, podpořila petici spolku Zachraňme naše zdravotnictví, jejímž cílem bylo sehnat dostatek podpisů k vyhlášení krajského referenda, v němž by měli občané možnost se k chystanému stavebnímu záměru vyjádřit. Nová rada Zlínského kraje, vzešlá po říjnových krajských volbách v roce 2020, projekt Čunkem plánované výstavby nemocničního areálu zastavila s tím, že bude upřednostňovat rekonstrukci stávajícího areálu Baťovy nemocnice.
V krajských volbách, proběhlých 2. a 3. října 2020, Svobodní kandidátku ve Zlínském kraji nepostavili. Podle Tomáše Pajonka byla důvodem spolupráce Soukromníku s hnutím Trikolóra, které, jak se sám vyjádřil, podporovat nechtěl.

### Komunální a senátní volby 2022
Svobodní v roce 2022 nominovali do senátních voleb čtyři kandidáty:
| Kandidát       | obvod              | Politická příslušnost          | Procenta | umístění |
| -------------- | ------------------ | ------------------------------ | -------- | -------- |
| Evžen Zadražil | č. 13 - Tábor      | nestraník, navržen za Svobodní | 5.28 %   | 7. z 9   |
| David Bohbot   | č. 19 - Praha 11   | Svobodní                       | 3,55 %   | 6. z 8   |
| René Franěk    | č. 37 - Jičín      | člen ODS, navržen za Svobodní  | 11,14 %  | 4. z 7   |
| Jiří Strachota | č. 40 - Kutná Hora | Svobodní                       | 4,76 %   | 7. z 7   |

Dále Svobodní veřejně podpořili tyto senátorské kandidáty: Jan Horník, Daniela Kovářová, Tomáš Jirsa, Petr Vacek, Michael Canov, Jan Mužík, Jana Zwyrtek Hamplová a Karen Pumrová.
Komunálních voleb v roce 2022 se Svobodní zúčastnili v 96 obcích, městských částech nebo obvodech. Samostatnou kandidátku postavili mapř. na magistrát hlavního města Prahy, kandidátku vedl Tomáš Štampach. V Brně tentokrát zde kandidovali v rámci subjektu „Brno Plus a Svobodní“, kde druhý a třetí kandidát jsou navrženi za Svobodné. V obcích Týn nad Vltavou, Ostrožská Nová Ves a Svéradice obhajují post starosty.
Samostatnou kandidátku mají Svobodní třeba na Praze 5, na Praze 13, na Praze 22, v Mělníku, České Lípě, ve Slaném, v Jirkově, Bílině, Meziboří či v Rapotíně. V rámci nejrůznějších uskupení pak kandidují například v těchto městech a obcích: Ostrava, Olomouc, Plzeň, České Budějovice, Ústí nad Labem, Hradec Králové, Jihlava, Znojmo, Sokolov, Písek, Jindřichův Hradec, Kutná Hora, Beroun, Nový Jičín, Trutnov, Žďár nad Sázavou, Pelhřimov, Říčany, Chrudim, Valašské Meziříčí, Poděbrady či Český Krumlov.
Do zastupitelstva se probojovalo ke dni vyhlášení voleb 117 členů, nominantů či kandidátů ze sdružení Svobodných a nezávislých kandidátů z celkem 51 obcí.

### Rok 2023
V lednu 2023 se Svobodní oficiálně omluvili za spolupráci se stranou (tehdy hnutím) Trikolora v parlamentních volbách 2021 poté, co Trikolora podpořila ve 2. kole prezidentských voleb 2023 Andreje Babiše. Svobodní v těchto volbách žádného kandidáta nepodpořili.
Dne 1. dubna 2023 proběhl v Brně ustanovující sněm mládežnické organizace Mladých Svobodných, na kterém bylo zvoleno jeho předsednictvo.

### Volby do europarlamentu 2024
Dne 11. února 2023 si strana zvolila za lídra kandidátky do eurovoleb 2024 svého předsedu Libora Vondráčka, který v primárních volbách porazil zastupitele Berouna a místopředsedu strany Luboše Záloma a člena Republikového výboru strany Dominika Hrubého. Dne 29. dubna 2023 Svobodní zveřejnili 7 hlavních zásad pro své kandidáty. Dne 13. června 2023 oznámil bývalý prezidentský kandidát Karel Diviš, že bude s Liborem Vondráčkem kandidovat za Svobodné ve volbách do Evropského parlamentu 2024. Libor Vondráček již přetím byl zvolen jako lídr kandidátky. Ve stranických primárkách v listopadu a prosinci 2023 následně členové zvolili jako druhého kandidáta v pořadí zastupitele MO Ostrava-Vítkovice Matěje Gregora a pak jako třetího Karla Diviše. 8. ledna 2024 vyjádřily podporu kandidátce 3 subjekty – Strana soukromníků České republiky, PRO PLZEŇ a Zdraví Sport Vzdělání 2012. Podporu stvrdili na tiskové konferenci předsedové Libor Vondráček, Petr Bajer, Radek Mráz a Van Sang Tran podpisem 7 zásad kandidátů.

### Komunální a senátní volby 2024
Svobodní v roce 2024 nominovali do senátních voleb sedm kandidátů:
| Kandidát           | obvod              | Politická příslušnost                   | Procenta | umístění |
| ------------------ | ------------------ | --------------------------------------- | -------- | -------- |
| Markéta Šichtařová | č. 20 - Praha 4    | Svobodní                                | 14,04 %  | 4. z 8   |
| Miroslav Erbrt     | č. 23 - Praha 8    | nestraník za Svobodní                   | 6,66 %   | 5. z 8   |
| Martin Kratochvíl  | č. 29 - Litoměřice | Svobodní                                | 7,09 %   | 6. z 8   |
| Zdeněk Hraba       | č. 41 - Benešov    | nestraník za ODS + Svobodní + KONS + KČ | 33,28 %  | 1. z 6   |
| Michal Janda       | č. 59 - Brno-město | Svobodní                                | 1,53 %   | 7. z 7   |
| Vladimír Hošek     | č. 65 - Šumperk    | Svobodní                                | 7,38 %   | 3. z 3   |
| Liana Janáčková    | č. 71 - Ostrava    | nestraník za Svobodní                   | 9,93 %   | 4. z 7   |

Dále Svobodní veřejně podpořili tyto senátorské kandidáty: Hynek Hanza, Jiří Smetana, Robert Šlachta a Jaroslav Turánek.
Do druhého kola podpořili kandidátku na Praze 8 Vladimíru Ludkovou.

### Volby do Poslanecké sněmovny 2025
Svobodní si v únoru 2025 zvolili jako svého volebního lídra Markétu Šichtařovou, která povede stranu do voleb, ale i do závěrečné fáze předvolebního jednání. Svobodní avizovali zájem spolupracovat před volbami v širším volebním bloku. Kromě Motoristů, kteří spolupráci ve volbách Svobodnými odmítli byla ve hře ještě spolupráce s SPD a dalšími stranami. Již v březnu 2025 tak strana Svobodných oznámila, že její členové budou podobně jako členové dalších menších stran (Trikolora, strana PRO) kandidovat na kandidátní listině SPD. V Jihočeském kraji byl jako lídr vybrán předseda strany Libor Vondráček. V Praze pak byla jako lídryně za Svobodné pro sněmovní volby 2025 vybrána Markéta Šichtařová; oba budou zároveň v obou krajích na prvním místě kandidátní listiny SPD.

## Kritika a kontroverze
Podle katolického kněze a sociologa Tomáše Halíka strany jako Svobodní „vyjadřují to, co si myslí lidé, kteří nemyslí. Ti přesně vyjadřují takové pocity lidí, kteří jsou prostě zmateni, většinou jsou to lidi, kteří nemají velký rozhled, nemají velké vzdělání.“

### Ladislav Bátora
Členem republikového výboru strany se stal mimo jiné Ladislav Bátora, bývalý člen Československé strany socialistické a Občanské demokratické aliance, který kandidoval v parlamentních volbách 2006 za nacionalistickou Národní stranu jako nestraník na prvním místě kandidátky v kraji Vysočina. Týdeník Respekt přinesl Bátorovo údajné vyjádření, že by jeho politickými vzory měli být zesnulý rakouský politik Jörg Haider a francouzský nacionalista Jean-Marie Le Pen. Bátora se však podle vlastního vyjádření s Haiderem neshodne v otázce odsunu Sudetských Němců a s názory Le Pena není obeznámen. Po volbách do Poslanecké sněmovny v roce 2010 ze Svobodných odešel, protože byl ve svých názorech osamocen, a kandidoval ve volbách do Senátu za Suverenitu – Stranu zdravého rozumu.

### Michal Kretschmer
V pořadu Hyde park, který byl vysílán 20. května 2010, byl předseda Svobodných Petr Mach dotázán divákem, zda se Svobodní ztotožňují s názory svého kandidáta Michala Kretschmera. Podle tazatele byl Kretschmer znám z diskusí jako podporovatel trestu smrti pro homosexuály, popírání holocaustu a zrušení státu Izrael. Petr Mach na to reagoval: „Nevím, že bychom měli na kandidátní listině takového člověka. […] A určitě to, co tam bylo, tak si myslím, že je vymyšlený, že nikdo nic takovýho nenavrhuje, určitě ne ve Straně svobodných občanů.“
O den později Svobodní ze své pražské kandidátní listiny Michala Kretschmera vyřadili. Ten byl nominován stranou Právo a Spravedlnost, jež tehdy kandidovala spolu se Svobodnými do Poslanecké sněmovny. Kretschmer se předtím v článku na serveru Zvedavec.org označil za extrémistu a požadoval „trestat sodomity a ty, kdo šíří jejich zvrhlou ideologii“, stejně jako co nejrychlejší zánik státu Izrael. Liberalistické pojetí lidských práv ve stejném textu označil za „zvrhlost“. Své stažení z kandidátky Michal Kretschmer vysvětlil „silným vlivem sionistů v naší společnosti“.

### Volím pravici
V září 2013 zahájila Občanská demokratická strana kampaň pro předčasné volby oznámením sloganu „Volím pravici“. Toto předvolební heslo bylo na billboardech stylizováno do podoby hashtagu #Volím_pravici, doprovázeným logem sociální sítě Twitter, přičemž nebyl uveden název strany. Na to Svobodní reagovali zveřejněním parodie billboardu spolu s odkazem na doménu volimpravici.cz, která návštěvníka přesměrovala na jejich oficiální stránky. Přestože byla tato doména zřízena již 31. března 2013, zpravodajský server Lidovky.cz označil tento krok za parazitování na ODS. Úřadující místopředseda ODS Martin Kuba se v rozhovoru poté vyjádřil, že proti Svobodným nebude podnikat žádné kroky a že jim přejí, aby se jim dařilo.

## Loga strany

Logo v letech 2017–2022
Logo od roku 2022

## Volební výsledky

### Parlament České republiky

#### Poslanecká sněmovna
| Volby | Hlasy       | Hlasy       | Mandáty | Mandáty | Pozice | Postavení |
| Volby | Počet       | %           | Počet   | ±       | Pozice | Postavení |
| ----- | ----------- | ----------- | ------- | ------- | ------ | --------- |
| 2010  | 38 894      | 0,7         | 0/200   | ▬0      | ▲12.   | –         |
| 2013  | 122 564     | 2,5         | 0/200   | ▬0      | ▲10.   | –         |
| 2017  | 79 229      | 1,6         | 0/200   | ▬0      | ▬10.   | –         |
| 2021  | Součást TSS | Součást TSS | 0/200   | ▬0      | ▲8.    | –         |

#### Senát
| Volby | První kolo | První kolo | Druhé kolo | Druhé kolo | Mandáty | Mandáty | Mandáty | Pozice |
| Volby | Hlasy      | %          | Hlasy      | %          | Zvoleno | Celkem  | ±       | Pozice |
| ----- | ---------- | ---------- | ---------- | ---------- | ------- | ------- | ------- | ------ |
| 2010  | 5 447      | 0,5        | –          | –          | 0/27    | 0/81    | ▬0      | ▬ –    |
| 2012  | 15 588     | 1,8        | –          | –          | 0/27    | 0/81    | ▬0      | ▬ –    |
| 2014  | 14 508     | 1,4        | –          | –          | 0/27    | 0/81    | ▬0      | ▬ –    |
| 2016  | 4 568      | 0,5        | –          | –          | 0/27    | 0/81    | ▬0      | ▬ –    |
| 2018  | 2 884      | 0,3        | –          | –          | 0/27    | 0/81    | ▬0      | ▬ –    |
| 2020  | 9 297      | 0,9        | 8 433      | 1,9        | 1/27    | 1/81    | ▲1      | ▲6.    |
| 2022  | 11 730     | 1,1        | –          | –          | 0/27    | 1/81    | ▬0      | ▼–     |
| 2024  | 12 352     | 1,6        | –          | –          | 0/27    | 1/81    | ▬0      | ▬–     |

### Evropský parlament
| Volby | Hlasy  | Hlasy | Mandáty | Mandáty | Pozice |
| Volby | Počet  | %     | Počet   | ±       | Pozice |
| ----- | ------ | ----- | ------- | ------- | ------ |
| 2009  | 29 846 | 1,3   | 0/22    | ▬0      | ▲11.   |
| 2014  | 79 540 | 5,3   | 1/21    | ▲1      | ▲7.    |
| 2019  | 15 492 | 0,7   | 0/21    | ▼1      | ▼13.   |
| 2024  | 52 408 | 1,8   | 0/21    | ▬0      | ▲10.   |

### Volební preference od roku 2012
První výraznější úspěch v rámci předvolebních průzkumů zaznamenali Svobodní v březnu 2012, kdy tato strana v hypotetických volbách do Sněmovny v průzkumu agentury Factum Invenio dosáhla 3,6% podpory a přiblížila se tak 5% hranici uzavírací klauzule potřebné pro získání mandátů ve Sněmovně. Podle volebního modelu společností Herzmann a Data Collect by v dubnu 2014 ve volbách do Evropského parlamentu strana získala 4,8 % hlasů, přičemž měla volební potenciál až 8,1 %. I přes následný úspěch v evropských volbách Svobodní stále zůstali pod hranicí vstupu do parlamentu, v průběhu uprchlické krize se však preference strany poněkud stabilizovaly a podle březnových průzkumu agentury SANEP by se Svobodní v krajských volbách dostali do zastupitelstev v Zlínském, Pardubickém, Středočeském, Plzeňském a Královéhradeckém kraji, z toho s nejlepším výsledkem v Zlínském kraji (9,2 %). V následujícím průzkumu agentury SANEP z května vzrostly preference ve Zlínském kraji na 11,7 %. Ve sněmovních volbách v roce 2017 nicméně strana získala pouhých 1,56% hlasů. Ve volbách do Evropského parlamentu v roce 2019 pak získali v koalici s dalšími stranami pouhých 0,65 % hlasů. V roce 2021 kandidovali členové Svobodných na kandidátkách uskupení Trikolora Svobodní Soukromníci, které celorepublikově získalo 2,76% hlasů. Preference strany Svobodných se v průzkumech do roku 2021 pohybovaly zpravidla hluboko pod 5% hranicí. V roce 2022 pouze jednou překonaly 3% hranici a ve většině průzkumů se její preference vůbec nevyskytují.
Podle zpravodajského serveru Echo24 z roku 2014 je polovina voličů Svobodných vysokoškolsky vzdělána či vzdělávána.